# Dánia űrkutatása
Dánia űrkutatása. Felismerve az űrkutatás tudományos szerepét az elsők között csatlakozott az ESA-hoz. A kormány a kommunikációs műholdak, a meteorológiai űreszközök szolgáltatásait bérli. Űrkutatási programjaiban a legfőbb hangsúlyt a mérnöki- és anyagtudományi kísérletekre, az asztrofizikára, a geodéziára, a geofizikára és a környezetvédelemre helyezi.

## Története
1977. szeptember 15-én alapító tagként csatlakozott az Európai Űrügynökséghez (ESA), szakemberei több szakmai ágazatban, a Nemzeti Űrkutatási Intézet (National Space Institute – DTU) keretében képviselik Dánia érdekeit. Dánia Műszaki Egyetemének koordinálása alatt 1968-2005 között tevékenykedett a Dán Space Research Institute (DSRI). 2007. január 1-től több Intézet támogatása melletti névváltozás hatására lett a Dán Nemzeti Űrközpont (DNSC) elnevezés. 2008-ban a DNSC-t összevonták  Dán Műszaki Egyetemmel (Danmarks Tekniske Universitet), neve DTU lett. Az intézmény személyzete 169 alkalmazott, köztük tudományos kutatók, mérnökök és technikusok. Az ESA közvetlen kapcsolatban van a Niels Bohr Intézettel (Niels Bohr Institute for Astronomy).

### Feladata
- a nemzeti- és nemzetközi programokban vállalt kötelezettségek teljesítése,
- a kormány részére javaslatot adni a közeli- és távlati fejlesztésekről, kutatási programokról,
- bevezetni, alkalmazni az űrtechnológia nemzetközi szabványait,
- főbb kutatási területek mérnöki- és anyagtudományi kísérletek, asztrofizika, geodézia, geofizika, meteorológia, földmegfigyelés (tengeri jég, szárazföldi jég, oceanográfiai), környezetvédelem,
- koordinálni, finanszírozni és megbízásokat adni (egyetemek, intézmények, ipari résztvevők) a világűr kutatásának témaköreiben,
- segíteni az egyetemek, az intézmények, az ipari résztvevők alap és speciális tudását, a modern high-tech technológia elsajátítását,
- elősegíteni a világegyetem, a Föld és az űrtechnológia megismerését, alkalmazását,
- az oktatás minden szintjén népszerűsíteni a világűrkutatás különböző irányait, az elért eredményeket,

Ki kellett alakítani a földi kiszolgáló egységeket, a szükséges infrastruktúrát, kiképezve a szolgálatot teljesítő kezelő állományt.

## Műholdak
Az ESA-val közös programot hajtott végre. Három műholdat indítottak a Föld mágneses mezőinek teljes körű vizsgálatára. A dán intézmények végzik a tudományos irányítást, adatvételt- és feldolgozást, biztosítva a földmérő eszközöket.
Planck műhold, amelyet az Európai Űrügynökség (ESA) programja alapján állították pályára, a  DTU közreműködésével a két távcső tükrét dán vállalat készítette.
Ørsted, az első dán mikroműhold, a Föld mágneses terét vizsgáló űreszköz.

## Fordítás
- Ez a szócikk részben vagy egészben a DTU Space című angol Wikipédia-szócikk fordításán alapul.  Az eredeti cikk szerkesztőit annak laptörténete sorolja fel. Ez a jelzés csupán a megfogalmazás eredetét és a szerzői jogokat jelzi, nem szolgál a cikkben szereplő információk forrásmegjelöléseként.